# Susanna Wesley

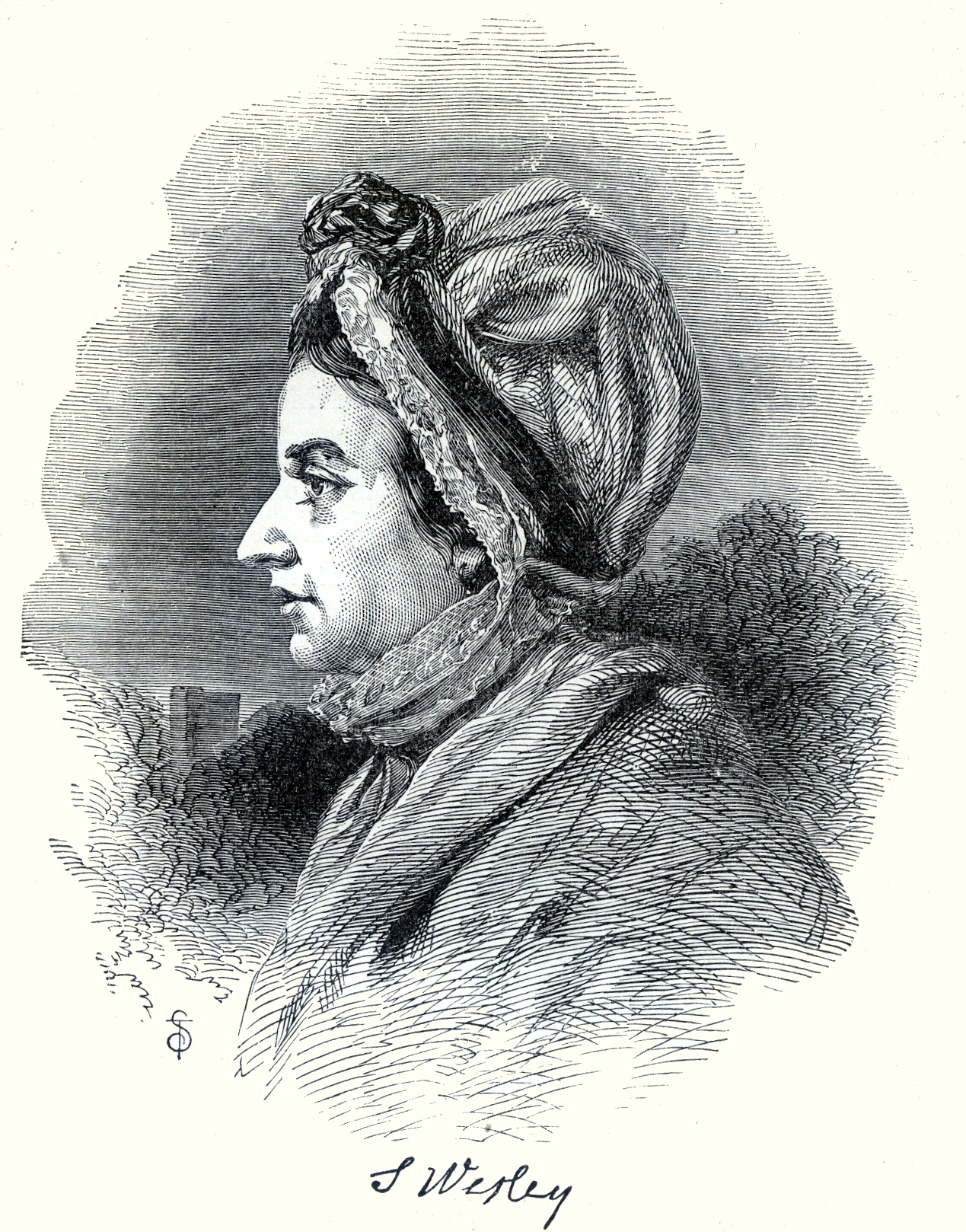
Susanna Wesley

Susanna Wesley (20 januari 1669 - 23 juli 1742) was een Engels auteur en is vooral bekend geworden als de moeder van John en Charles Wesley, de stichters van het Methodisme.

## Jeugd en persoonlijk leven
Ze werd geboren als Susanna Annesley en was de jongste van vijfentwintig kinderen van de predikant van Samuel Annesly. Een van de vaste bezoekers van haar vader was Samuel Wesley, met wie ze in 1689 trouwde. Hij stierf op 5 april 1735.

## Geëmancipeerde vrouw
Susanna Wesley was een voor haar tijd zeer geëmancipeerde vrouw die haar kinderen (ook de meisjes) al heel jong leerde lezen. Ze stak veel tijd in de ontwikkeling van haar kinderen, maar hield ook tijd over om zelf bijeenkomsten te leiden in haar huis, ondanks dat dit zeer ongebruikelijk was en ondanks de tegenstand die ze daarbij ondervond.

## "Moeder van het Methodisme"
Susanna Wesley wordt wel de "Moeder van het Methodisme" genoemd. Ze kreeg in totaal negentien  kinderen, van wie er door haar invloed ten minste drie een belangrijke rol spelen in het verbreiden van de christelijke stroming die het Methodisme wordt genoemd. In 1703 werd haar vijftiende kind geboren, John Wesley, die de grondlegger van het Methodisme zou worden. 

## Schrijfster
Susanna Wesley heeft veel geschreven. Haar verzameld werk werd in 1997 heruitgegeven door de Oxford University Press.